# Мандевиль, Джеффри Фиц-Джеффри де, 2-й граф Эссекс
Джеффри Фиц-Джеффри де Мандевиль (англ. Geoffrey FitzGeoffrey de Mandeville; примерно 1191 — 23 февраля 1216) — 2-й граф Эссекс, граф Глостер (по жене), сын Джеффри Фиц-Петера, 1-го графа Эссекса, и Беатрисы де Сэй.

## Биография
Джеффри унаследовал титул графа Эссекса и обширные земельные владения в 1213 году после смерти отца. В отличие от последнего, бывшего до самой смерти одним из самых активных сторонников короля Джона, Джеффри примкнул к баронам-оппозиционерам. Один из руководителей оппозиции Роберт Фиц-Уолтер был до 1212 года его тестем; после смерти первой жены Джеффри женился на Изабелле Глостерской, которая прежде была женой Джона Безземельного. Этот брак явно был исключительно политическим: невеста была старше жениха приблизительно на 15 лет, а тот в результате стал графом Глостерским jure uxoris.
Джеффри принял активное участие в восстании знати против короля Джона, за что был в числе прочих мятежников отлучён от церкви (16 декабря 1215 года). Спустя три месяца на рыцарском турнире в Лондоне был насмерть затоптан лошадьми. Его тело похоронили в аббатстве Троицы в Олдгейте.

## Семья
Джеффри Фиц-Джеффри был женат дважды. Первая жена, Мод Фиц-Уолтер, умерла в 1212 году; второй брак, с Изабеллой Глостерской, дочерью Уильяма Фиц-Роберта, 2-го графа Глостера, и Гевизы де Бомон, был заключён 20 января 1214 года. Изабелла позже вышла замуж в третий раз — за Хьюберта де Бурга, 1-го графа Кента.
Оба брака Джеффри Фиц-Джеффри остались бездетными. Ему наследовал младший брат, Уильям.